# Девички (Киевская область)
Деви́чки (укр. Дівички) — село, входит в Бориспольский район Киевской области Украины. Расположено на реке Карань.
Население по переписи 2001 года составляло 2091 человек. Село занимает площадь 6,23 км².

## Местный совет
Село — административный центр Девичковского сельского совета.
Адрес местного совета: 08456, Киевская обл., Бориспольский р-н, с. Девички, ул. Горького, 1-а.
Рядом возле здания сельсовета располагается Девичевская СЗОШ I-III ступеней,во главе с директором Кравец Мариной Олексеевной.